# دائرة ولهاصة
دائرة ولهاصة هي إحدى دوائر ولاية عين تموشنت الجزائرية.